# HD 32453
HD 32453，又名CD-39 1744，SAO 195501、HR 1631，是一颗恒星，视星等为6.03，位于銀經243.74，銀緯-37.38，其B1900.0坐标为赤經4h 58m 14.7s，赤緯-39° -37.38′ 48″。